# Yago dos Santos
Yago Mateus dos Santos (* 9. März 1999 in Tupã) ist ein brasilianischer Basketballspieler.

## Laufbahn
Als Jugendlicher spielte dos Santos beim Verein Palmeiras in São Paulo, ehe er als Berufsbasketspieler in der Novo Basquete Brasil (NBB) Fuß fasste. Von 2016 bis 2020 stand er in Diensten des Club Athletico Paulistano sowie zwischen 2020 und 2022 von Flamengo Rio de Janeiro. 2018 wurde er mit Paulistano und 2021 mit Flamengo brasilianischer Meister. Beim Titelgewinn 2021 war dos Santos während der Saison 2020/21 Flamengos Spieler mit der höchsten mittleren Einsatzzeit je Begegnung und erzielte in 37 Spielen im Durchschnitt 11,5 Punkte. Er gewann mit Flamengo 2021 ebenfalls die amerikanische Champions League sowie den brasilianischen Wettbewerb Copa Super 8. Im Februar 2022 siegte er mit der Mannschaft im Interkontinentalpokal, an dem bei dieser Austragung neben Flamengo Vertreter aus Ägypten, Spanien und den Vereinigten Staaten teilnahmen.
Im Sommer 2022 nahm dos Santos ein Vertragsangebot des deutschen Bundesligisten Ratiopharm Ulm an. Als bester Korbschütze (15 Punkte je Begegnung) und Korbvorbereiter (5,7 Vorlagen je Begegnung) der Mannschaft führte dos Santos die Ulmer in der Saison 2022/23 zum Gewinn der ersten deutschen Meisterschaft der Vereinsgeschichte. Zur Meistermannschaft gehörte auch sein Landsmann Bruno Caboclo. Dos Santos wurde als bester Spieler der Bundesliga-Finalrunde ausgezeichnet.
Im Juli 2023 vermeldete KK Roter Stern Belgrad seine Verpflichtung.

### Nationalmannschaft
Mit den brasilianischen Jugendauswahlmannschaften wurde dos Santos 2016 Dritter der U16-Amerikameisterschaft und gewann 2018 die Südamerikameisterschaft in der Altersklasse U20. Er wurde Mitglied der Herrennationalmannschaft, mit der er 2019 an der Weltmeisterschaft teilnahm und bei der Amerikameisterschaft 2022 das Endspiel erreichte, dieses aber gegen Argentinien verlor. Dos Santos war bei dem Turnier zusammen mit Leonardo Meindl bester Korbschütze der Brasilianer (beide 11,7 Punkte je Begegnung). Im Jahr 2023 nahm er an der Basketball-Weltmeisterschaft teil. Bei dem Turnier erzielte er Mittelwerte von 14,8 Punkten und 7,2 Vorlagen je Begegnung. Er erreichte mit seiner Mannschaft im Endstand den 13. WM-Platz.